# Siedliszcze (rejon tywriwski)
Siedliszcze (ukr. Селище) – wieś na Ukrainie, w rejonie tywriwskim obwodu winnickiego, na wschodnim Podolu.
W czasach I Rzeczypospolitej wieś leżała w województwie bracławskim w prowincji małopolskiej Korony Królestwa Polskiego. Odpadła od Polski w wyniku II rozbioru.

## Zabytki
- po zamku Czerlenkowskich pozostała wolnostojąca dwukondygnacyjna baszta zbudowana na planie sześcioboku, przebudowana na kaplicę, dodano przedsionek poprzedzony portykiem wybudowanym w stylu klasycystycznym o dwóch parach kolumn jońskich[5]
- pałac wybudowany przez Szczeniowskich zniszczony w 1917 r.[5]